# Campeonato Mundial de Esgrima de 2016
O Campeonato Mundial de Esgrima de 2016 foi a 78ª edição do torneio organizado pela Federação Internacional de Esgrima (FIE). Foi realizado na Arena Carioca 3 no Rio de Janeiro, Brasil. O evento foi composto por duas disciplinas, que não integraram o planejamento os Jogos Olímpicos de Verão e foi competido entre os dias 25 e 27 de abril.

## Calendário
| ● | Fase de Classificação | F | Finais |

| Abril de 2016                | Abril de 2016                | Seg 25 | Ter 26 | Qua 27 |
| ---------------------------- | ---------------------------- | ------ | ------ | ------ |
| Sabre por equipes masculino  | Sabre por equipes masculino  | ●      | F      |        |
| Florete por equipes feminino | Florete por equipes feminino | ●      |        | F      |

## Resultados

### Masculino
| Eventos                      | Ouro                                                                               | Prata                                                                     | Bronze                                                                         |
| Sabre                        |                                                                                    |                                                                           |                                                                                |
| Sabre por equipes (detalhes) | Rússia · Dmitriy Danilenko · Kamil Ibragimov · Nikolaj Kovalëv · Aleksej Jakimenko | Hungria · Tamas Decsi · Nikolász Iliász · András Szatmári · Áron Szilágyi | Roménia · Alin Badea · Tiberiu Dolniceanu · Ciprian Gălățanu · Iulian Teodosiu |

### Feminino
| Eventos                        | Ouro                                                                                    | Prata                                                                             | Bronze                                                                  |
| Florete                        |                                                                                         |                                                                                   |                                                                         |
| Florete por equipes (detalhes) | Rússia · Aida Shanayeva · Larisa Korobejnikova · Adelina Zagidullina · Inna Deriglazova | Itália · Arianna Errigo · Elisa Di Francisca · Valentina Vezzali · Martina Batini | França · Pauline Ranvier · Astrid Guyart · Ysaora Thibus · Gaëlle Gebet |

## Quadro de Medalhas
| Ordem | País    | Medalha de ouro | Medalha de prata | Medalha de bronze | Total |
| ----- | ------- | --------------- | ---------------- | ----------------- | ----- |
| 1     | Rússia  | 2               | 0                | 0                 | 2     |
| 2     | Hungria | 0               | 1                | 0                 | 1     |
| 2     | Itália  | 0               | 1                | 0                 | 1     |
| 4     | França  | 0               | 0                | 1                 | 1     |
| 4     | Roménia | 0               | 0                | 1                 | 1     |